# Abu Ma'shar al-Balkhi
Jaʿfar ibn Muḥammad, Abū Maʿshar al-Balkhī (in arabo ﺟﻌﻔﺮ ﺑﻦ ﻣﺤﻤﺪ أﺑﻮ ﻫﻌﺸﺮ ﺍﻟﺒﻠﺨﻲ‎?; in persiano ابو معشر بلخی‎; Balkh, 10 agosto 787 – Wasit, 9 marzo 886) è stato un matematico, astronomo, astrologo e filosofo persiano.
Nato a Balkh (allora Persia, oggi Afghanistan, presso Mazar-i Sharif) e morto ad al-Wasit (Iraq), è altresì noto come al-Falaki o Albumasar.
Molte sue opere furono tradotte in latino e circolarono ampiamente negli ambienti scientifici europei durante l'età medievale. Scrisse anche una storia dell'antica Persia.

## Astrologia e filosofia naturale

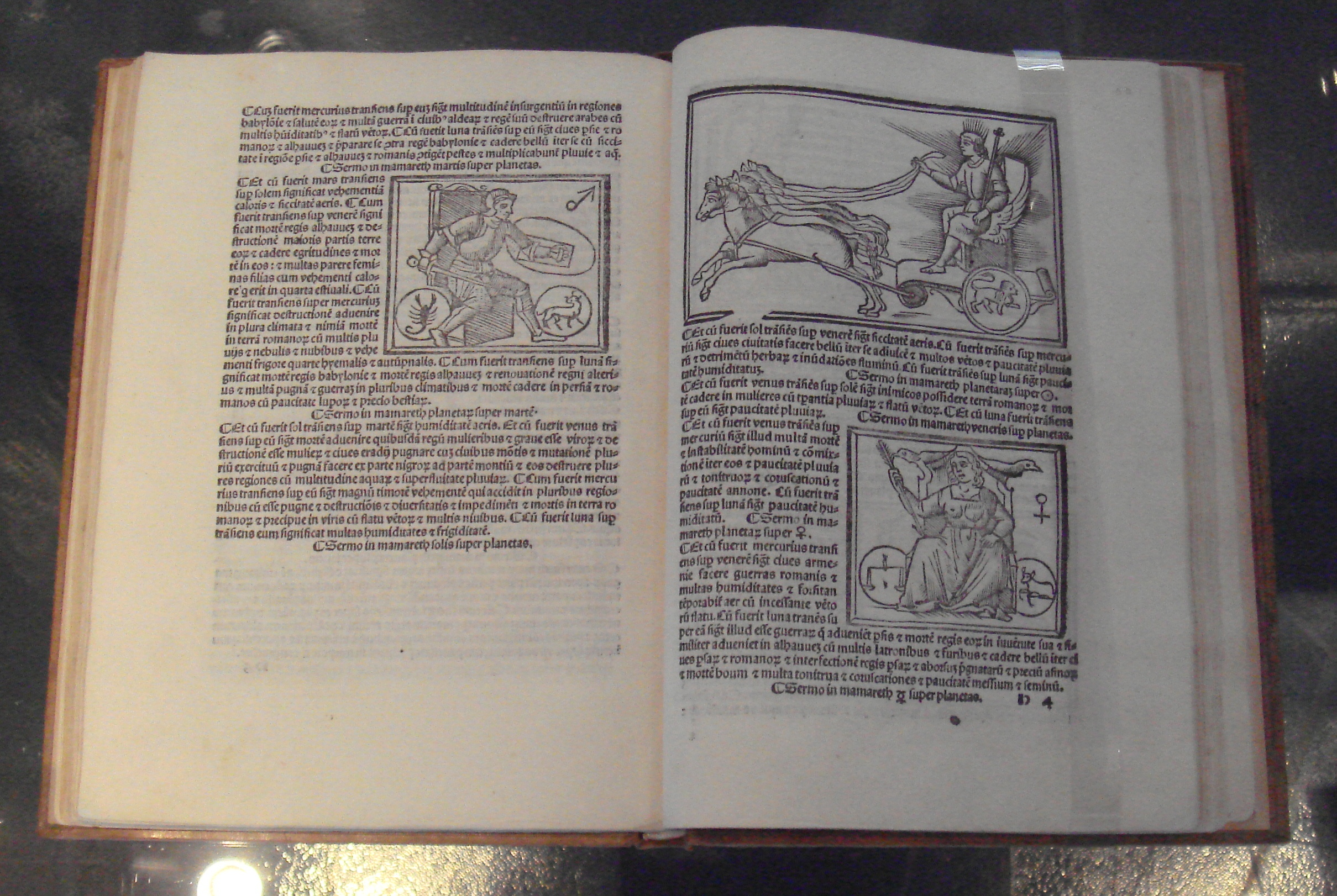
Traduzione in latino dell'opera di Abū Maʿshar De Magnis Coniunctionibus (Delle grandi congiunzioni astronomiche), Venezia, 1515.

Richard Lemay, uno dei massimi studiosi di Abū Maʿshar, ipotizza che gli scritti di Albumasar fossero, per gli studiosi europei medievali, assai simili alla singola e più importante fonte originale relativa alla teoria della natura scritta da Aristotele, e conosciuta negli ambienti dei dotti solo nella prima metà del XII secolo.
Fu così che solo verso la fine del XII secolo i libri originali dello Stagirita sulla natura cominciarono a essere divulgati in lingua latina, ma rapidamente il suo lavoro fu apprezzato nell'ambiente scientifico del Vecchio Continente, come ben dimostrato dalle "quindici edizioni europee prima del 1500".
I lavori di Aristotele sulla logica erano stati conosciuti e apprezzati ben prima, e Aristotele era stato generalmente riconosciuto come "il maestro della logica". Ma nel corso del XII secolo, Aristotele s'era trasformato nel «maestro di color che tutto sanno» (Dante) e in particolare in un maestro di filosofia naturale.  È di particolare interesse il fatto che il lavoro in questione di Abū Maʿshar sia un trattato di astrologia.  Il suo titolo latino è Introductorium in Astronomiam, una traduzione dall'arabo dell'originale Kitāb al-mudkhal al-kabīr ilā ʿilm aḥkām al-nujūm (Grande introduzione alla scienza degli ordinamenti delle stelle), scritto a Baghdad nell'anno 848. Fu tradotto in latino dapprima da Giovanni da Siviglia nel 1133 e, ancora, meno letteralmente e sintetizzato, da Ermanno di Carinzia nel 1140. Amir Khusrow ricorda che Abū Maʿshar proveniva dall'indiana Benares (Varanasi) - luogo privilegiato di riferimento per quanti in Oriente intendevano studiare astronomia - e che lì aveva studiato astronomia per dieci anni.

## Astronomia
Abu Ma'shar sviluppò un modello planetario che qualcuno ha interpretato come un modello eliocentrico. Ciò è dovuto al fatto che le rivoluzioni orbitali dei pianeti sono indicate in modo coerente col sistema eliocentrico piuttosto che come rivoluzioni tipiche del modello geocentrico, e che la sola teoria planetaria conosciuta in cui ciò può aver luogo è la teoria eliocentrica. La sua opera sulla teoria planetaria non è sopravvissuta fino a noi mentre abbiamo i suoi calcoli astronomici, grazie ad al-Hāshimī e ad Abū Rayhān al-Bīrūnī.

## Opere
- De magnis coniunctionibus, a cura e trad. di K. Yamamoto, Ch. Burnett, Leiden, 2000, 2 voll. (testi arabo e latino).
- De revolutionibus nativitatum, a cura di D. Pingree, Lipsia, 1968 (testo greco).
- Introductorium maius, a cura di R. Lemay, Napoli, Istituto Universitario Orientale, 1995-1996, 9 voll. (testo arabo con le due traduzioni latine).
- Ysagoga minor, a cura e trad. di Ch. Burnett, K. Yamamoto, M. Yano, Leida-New York, 1994 (testi arabo e latino).
- La piccola introduzione alla scienza degli astri, introduzione, traduzione del testo arabo e note di Franco Martorello, Lugano, Agorà & Co., 2018, 220 pag. ISBN 978-88-89526-19-4.
- The Great Introduction to Astrology, Edizione critica del testo arabo e traduzione inglese a cura di Keiji Yamamoto e Charles Burnett, Leida-Boston, Brill, 2019.